# Anomaloglossus degranvillei
Anomaloglossus degranvillei (Lescure, 1975) è un anfibio anuro, appartenente alla famiglia degli Aromobatidi.

## Etimologia
L'epiteto specifico è stato dato in onore di Jean-Jacques de Granville.

## Distribuzione e habitat
Si trova da 50 a 800 m di altitudine in Guyana francese e Suriname.